# جيلبرت ستورك
كان جيلبرت ستورك (بالإنجليزية:  Gilbert Stork)‏ (من مواليد 31 ديسمبر 1921 - توفي في 21 أكتوبر 2017) كيميائي،  وأستاذ جامعي أمريكي. لربع قرن كان أستاذاً يوجين هيغنز للكيمياء الفخري في جامعة كولومبيا. وهو معروف بتقديم مساهمات كبيرة في التوليف الكامل للمنتجات الطبيعية، بما في ذلك عمله طوال العمر مع توليف الكينين. وبقيامه بذلك، قدم أيضًا عددًا من المساهمات في الفهم الآلي للتفاعلات.